# Drégelypalánk, Nógrád
Drégelypalánk  este un sat în districtul Balassagyarmat, județul Nógrád, Ungaria, având o populație de 1.545 de locuitori (2011). 

## Demografie
Componența etnică a satului Drégelypalánk
     Maghiari (85,84%)
     Romi (12,78%)
     Alții (1,38%)
Componența confesională a satului Drégelypalánk
     Romano-catolici (68,41%)
     Fără religie (6,47%)
     Reformați (2,2%)
     Necunoscută (22,52%)
     Luterani (0,39%)
     Alte religii (1,94%)
Conform recensământului din 2011, satul Drégelypalánk avea 1.545 de locuitori. Din punct de vedere etnic, majoritatea locuitorilor (85,84%) erau maghiari, cu o minoritate de romi (12,78%).  Din punct de vedere confesional, majoritatea locuitorilor (68,41%) erau romano-catolici, existând și minorități de persoane fără religie (6,47%) și reformați (2,2%). Pentru 22,52% din locuitori nu este cunoscută apartenența confesională.